# Alois Kuhn
Temple de la renommée allemand : 1988
Alois Kuhn (né le 23 novembre 1910 à Füssen, mort le 12 février 1996) est un joueur professionnel allemand de hockey sur glace.

## Carrière
Alois Kuhn fait toute sa carrière au EV Füssen. Il remporte le titre de champion de Bavière en 1929.
Il participe aux Jeux olympiques de 1936 où l'équipe d'Allemagne joue à Garmisch-Partenkirchen,. Il participe aussi au Championnat du monde de hockey sur glace 1934 où l'Allemagne remporte la médaille de bronze et est championne d'Europe et en 1935.